# Апостольский викариат Дерны
Апостольский викариат Дерны (лат. Vicariatus Apostolicus Dernensis) — апостольский викариат Римско-Католической церкви с центром в городе Дерна, Ливия. Апостольский викариат Дерны подчиняется непосредственно Святому Престолу. Кафедра апостольского викариата Дерны с 1948 года является вакантной.

## История
22 июня 1939 года Римский папа Пий XII выпустил буллу Quo Evangelicae, которой учредил апостольский викариат Дерны, выделив его из апостольского викариата Бенгази.

## Ординарии апостольского викариата
- епископ Giovanni Lucato (13.09.1939 — 21.06.1948) — назначен епископом Исернии-Венафро;
  - вакансия.

## Источник
- Annuario Pontificio, Libreria Editrice Vaticana, Città del Vaticano, 2003, ISBN 88-209-7422-3
- Булла Quo Evangelicae, AAS 31 (1939), стр. 603  (лат.)